# 漢尼夫齊 (利維夫州)
49°17′32″N 24°4′21″E / 49.29222°N 24.07250°E
漢尼夫齊（羅馬化：Hannivtsi）是烏克蘭西部的村莊，隸屬利維夫州的斯特雷區。該村面積0.72平方公里，海拔高度268米，2016年人口232，人口密度每平方公里414.8人。